# Религия в Намибии
Религия в Намибии — совокупность религиозных верований, присущих народам этой страны. Большинство населения Намибии исповедует христианство.

## Христианство

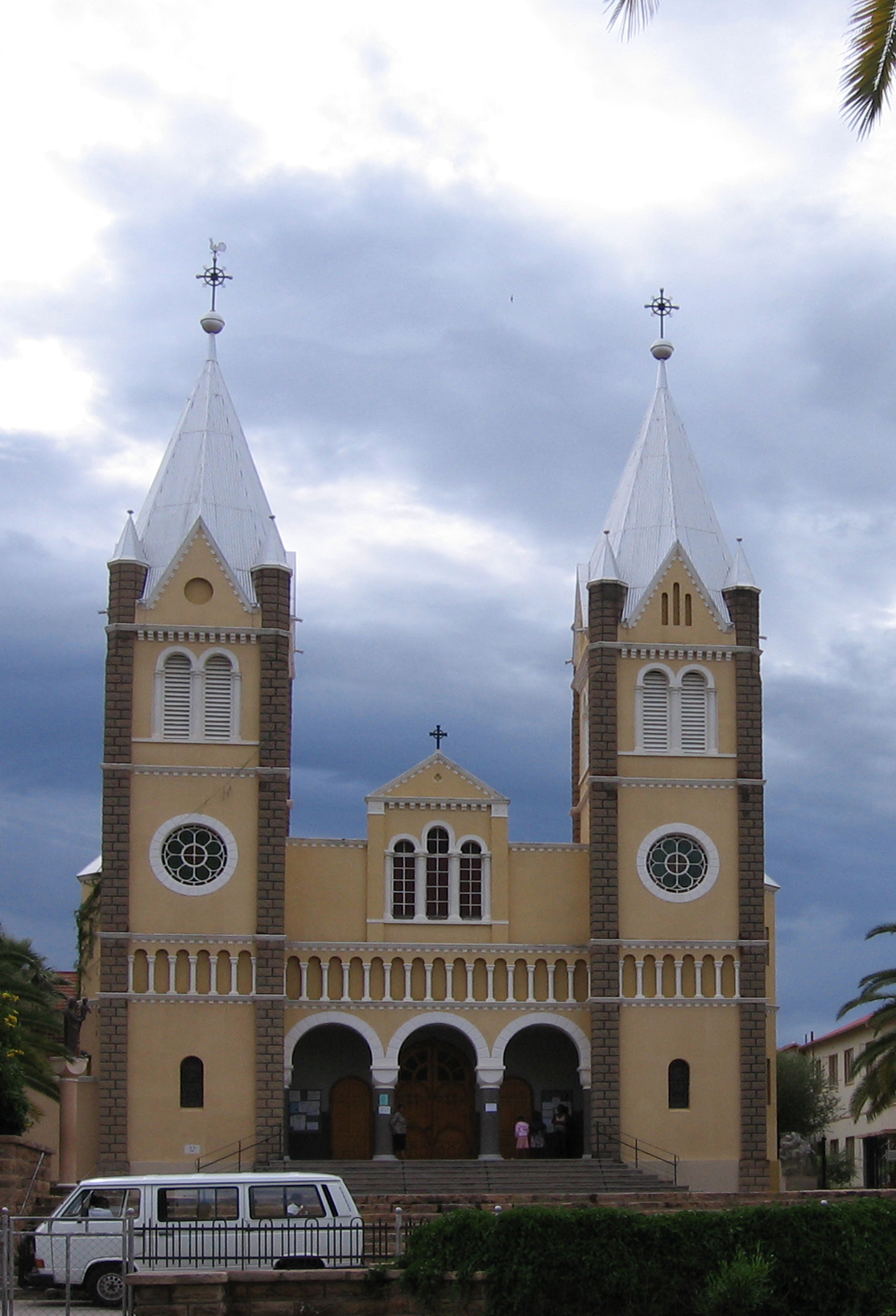
Кафедральный собор Виндхука

Более 90 % граждан Намибии идентифицируют себя как христиане. Большая часть христиан относятся к Евангелическо-лютеранской церкви Намибии (ELCIN). Другая лютеранская церковь в стране — Немецкоязычная евангелическо-лютеранская церковь в Намибии. Второе место среди христианских течений занимает католицизм. Остальные христианские направления — англикане, баптисты, методисты, мормоны, адвентисты, пятидесятники — имеют малое количество последователей.

### Католицизм

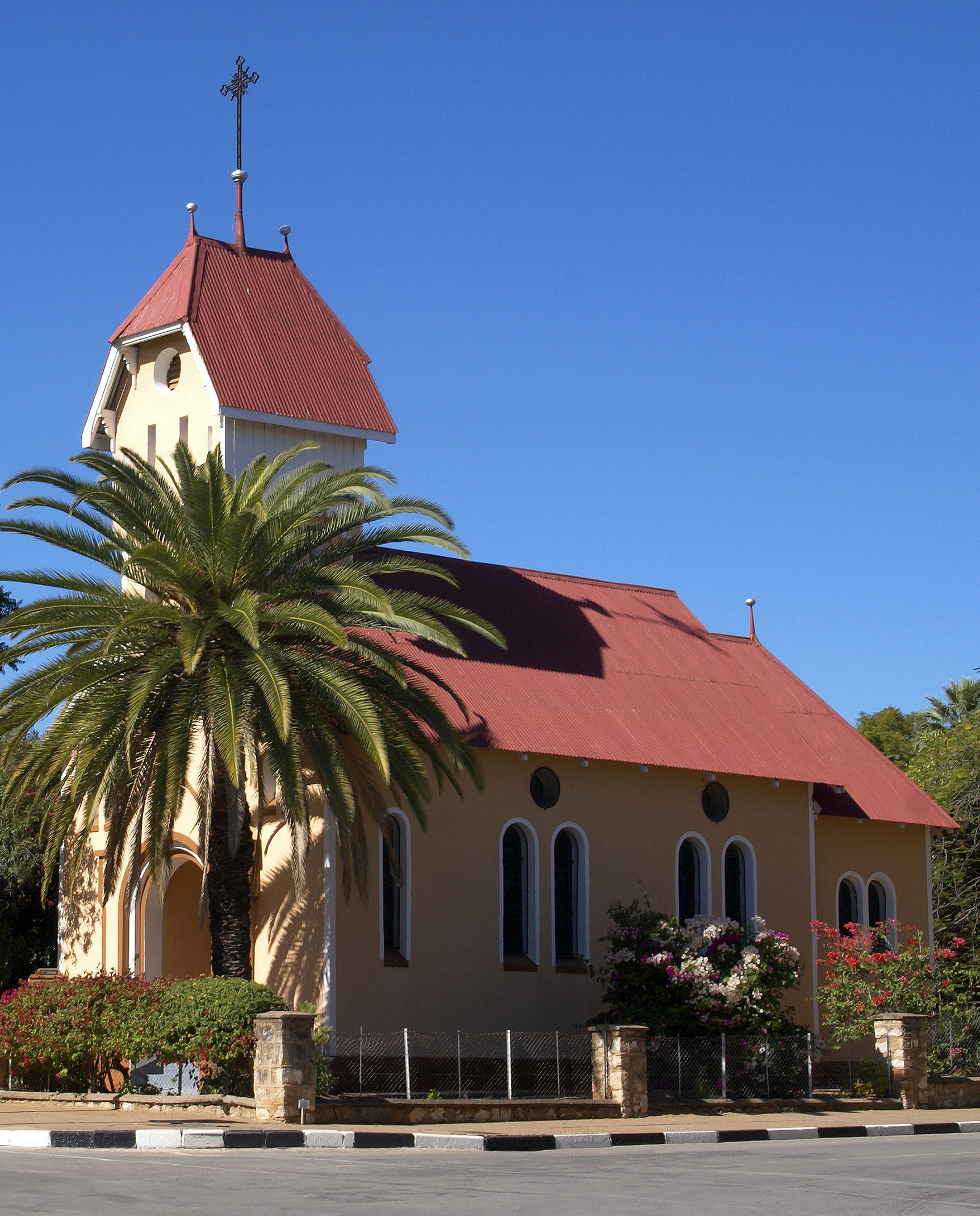
Церковь Святой Варвары

Первые католические миссионеры прибыли в Намибию из соседней Анголы в 1878 году. С 1903 года католические священники начали миссию среди местного населения. Католическая церковь в Намибии противодействовала апартеиду, осуществляла образовательные, медицинские и прочие благотворительные программы для местного населения.
В 1994 году были организованы постоянные церковные структуры: архиепархия-митрополия Виндхука, которой подчинены епархия Китмансхупа и апостольский викариат Рунду.
В 1996 году образована Конференция католических епископов Намибии. В том же году установлены дипломатические отношения Намибии и Святого Престола и открыта нунциатура в Виндхуке.
Католическая церковь Намибии является частью всемирной Католической церкви. Численность католиков в Намибии составляет около 404 тысяч человек(17 % от общей численности населения) по данным Католической энциклопедии; 375 тысяч человек (16,8 %) по данным сайта Catholic Hierarchy.
Католики формируют третью по численности религиозную общину страны (17 % населения), уступая протестантам (60 %) и последователям африканских культов (20 %). В стране служат 82 священника, действуют 91 приход.

## Традиционные верования
Несмотря на то, что большая часть населения Намибии приняла христианство ещё около 20 % населения придерживается местных традиционных верований.
Среди представителей Койсанских народов большая часть придерживается национальных форм шаманизма. Местных традиционных верований придерживаются некоторые представители народов банту, такие как гереро, лози и небольшая часть овамбо.

## Ислам
Ислам получил распространение на территорию Намибии только в конце XX — начале XXI века. Поэтому число его последователей относительно невелико, его исповедует около 9000 человек, что составляет около 0,4 % населения этой страны. Однако религия быстро развивается и число её приверженцев динамично возрастает. Наибольшего распространения ислам достиг среди народа нама, один из политических лидеров которого Якуб Салиман Дхамер в 1980 году принял ислам и начал распространение этой религии среди своих соплеменников. Также ислам исповедуют иммигранты и потомки иммигрантов из Северной Африки и Ближнего Востока. Подавляющее большинство из них является суннитами.
В стране действует 12 мечетей, шесть из которых находились в Виндхуке. Также в стране работает ряд исламских некоммерческих организаций занимающихся изучением и распространением ислама среди местного населения.

## Иудаизм
Иудаизм в Намибию принесли евреи, которые начали переселяться в Германскую Юго-Западную Африку в середине XIX века. После поражения Германии в Первой мировой войне Юго-Западная Африка попала под протекторат Южно-Африканского Союза. Количество последователей иудаизма на территории Намибии начало увеличиваться в связи с трудовой миграцией евреев из Европы и Южной Африки. В 1925 году в еврейском районе Виндхука была построена синагога. В 1927 году синагога была построена в Китмансхупе. В 1965 году количество евреев в Намибии достигло 500 человек. Большие иудейские общины были в таких городах как Виндхук, Китмансхуп, Людериц и Свакопмунд. Самым богатым человеком в Намибии считался предприниматель, почётный вице-президент Еврейской общины Виндхука Гарольд Пупкевиц.
Однако после того как 21 марта 1990 года Намибия стала независимой страной, количество белого населения резко сократилось. В данный момент на территории Намибии проживает около 100 евреев. В данный момент в стране работает лишь одна синагога в Виндхуке, при которой зарегистрирована еврейская община. В ней регулярно проводятся субботние и праздничные мероприятия. Южноафриканский еврейский совет депутатов предоставляет хазана для проведения фестивалей. Также еврейская община есть в Китмансхупе.

## Бахаи
В Намибии существует ряд небольших общин религии Бахаи. Распространение Бахаи в Юго-Западной Африке началось в 50-х годах XX века. Представители религии Бахаи принимали активное участие в борьбе за независимость Намибии. После того как Намибия стала независимой страной последователи веры Бахаи продолжают активно участвовать в политической жизни страны. Дома Преклонения Бахаи были построены в Виндхуке и многих других населенных пунктах страны. А Национальное духовное собрание бахаи Намибии является представительским органом этой религии в стране. Несмотря на динамический рост количества адептов Бахаи, в докладе о международной религиозной свободе за 2007 год указывается что число прихожан этой религии в Намибии остается небольшим.

## Другие религии
Индуизм, буддизм в Намибии исповедует очень малое количество жителей. В основном это иммигранты, потомки иммигрантов или недавние новообращённые.
Наибольшей буддистской общиной Намибии является Сока Гаккай. Она является филиалом Южно-Африканского отделения Сока Гаккай. Представительства этой общины находятся в городах Уолфиш-Бей и Виндхуке.